# 烏川・榛名白川サイクリングロード
烏川・榛名白川サイクリングロード（からすがわ・はるなしらかわさいくりんぐろーど）とは、群馬県高崎市の西を流れる烏川・榛名白川の堤防上を走るサイクリングロード。

## 概要
起点
群馬県高崎市上並榎町（高崎市烏川緑地運動公園付近）
終点
群馬県高崎市沖町（沖団地白川橋）
総延長
5.4km
管理
高崎市

## 交差する主な道路
- 高崎市道高崎環状線
  - 一部は長野堰サイクリングロードと途中で結合し周遊道路になっている。
- 群馬県道29号あら町下室田線
- 群馬県道10号前橋安中富岡線

## 沿線の観光名所・施設
- 高崎市烏川緑地運動公園

　　我峰八幡神社